# انفجار ۲۰۱۸ آدیس آبابا
انفجار ۲۰۱۸ آدیس آبابا، روز شنبه ۲۳ ژوئن ۲۰۱۸ در میدان مسکل محل گردهمایی آبی احمد، نخست‌وزیر اتیوپی رخ داد. در این حادثه دست‌کم ۲ نفر کشته و بیش از ۱۵۰ نفر زخمی شده‌اند.

## شرح واقعه
روز شنبه ۲۳ ژوئن ۲۰۱۸ در جریان حمله‌ای به گردهمایی حامیان آبی احمد، نخست‌وزیر اتیوپی در میدان مسکل شهر آدیس آبابا پایتخت اتیوپی، یک فرد ناشناس نارنجکی به سمت جایگاه سخنرانی نخست‌وزیر پرتاب کرده‌است.

## تلفات
در این حادثه دست‌کم ۲ نفر کشته و بیش از ۱۵۰ نفر زخمی شده‌اند.

## مظنونین
شش نفر در روز یکشنبه ۲۴ ژوئن ۲۰۱۸ توسط پلیس اتیوپی به ظن شرکت در این حمله دستگیرشده‌اند.
هیچ گروهی مسئولیت این حمله را بعهده نگرفته‌است.

## واکنش‌ها
آبی احمد، نخست‌وزیر اتیوپی بعد از این حادثه گفت: «این حمله به‌خوبی سازمان‌دهی شده بود و هدف آن، از بین بردن اتحاد در این کشور بوده‌است.»